# Stolen (película)
Stolen, anteriormente conocida como Medallion, es una película estadounidense de acción y suspense policíaco dirigida por Simon West y protagonizada por Nicolas Cage, Danny Huston, Malin Åkerman, M. C. Gainey, Sami Gayle, Mark Valley y Josh Lucas.

## Sinopsis
Un exladrón solo tiene doce horas para reunir $10 millones de dólares después de que su excompañero secuestrara a su hija y la encerrara en un taxi.

## Reparto
- Nicolas Cage como Will Montgomery.
- Danny Huston como Tim Harland.
- Malin Åkerman como Riley Simms.
- Sami Gayle como Alison Montgomery.
- Mark Valley como Fletcher.
- M. C. Gainey como Hoyt.
- Josh Lucas como Vicente Kinsey.
- Tanc Sade de Peter.
- Demetrice J. Nguyen como Mark.

## Producción
La filmación comenzó en marzo de 2012 en Nueva Orleans, Luisiana. Fue estrenada en cines estadounidenses el 14 de septiembre de 2012 y por Lionsgate en Reino Unido el 22 de marzo de 2013.

## Recepción
Stolen ha recibido reseñas negativas de parte de la crítica y de la audiencia. En el sitio web especializado Rotten Tomatoes, la película posee una aprobación de 19%, basada en 21 reseñas, con una calificación de 4,0/10, mientras que de parte de la audiencia tiene una aprobación de 34%, basada en 10 190 votos, con una calificación de 2,8/5.
El sitio web Metacritic le ha dado a la película una puntuación de 43 de 100, basada en cuatro reseñas, indicando «reseñas mixtas». En el sitio IMDb los usuarios le han dado una calificación de 5,5/10, sobre la base de 45 316 votos. En la página FilmAffinity la cinta tiene una calificación de 4,4/10, basada en 4559 votos.